# صوفيا ميدلتون
صوفيا ميدلتون (بالإسبانية: Sofia Middleton)‏ هي متسابقة يخت تشيلية، ولدت في 12 مارس 1993.

## وصلات خارجية
- صوفيا ميدلتون على موقع الاتحاد الدولي للملاحة الشراعية (موقع جديد) (الإنجليزية)
- صوفيا ميدلتون على موقع الاتحاد الدولي للملاحة الشراعية (موقع قديم) (الإنجليزية)
- صوفيا ميدلتون على موقع اللجنة الأولمبية الدولية (الإنجليزية)
- صوفيا ميدلتون على موقع أوليمبيديا (الإنجليزية)